# 노스할리우드

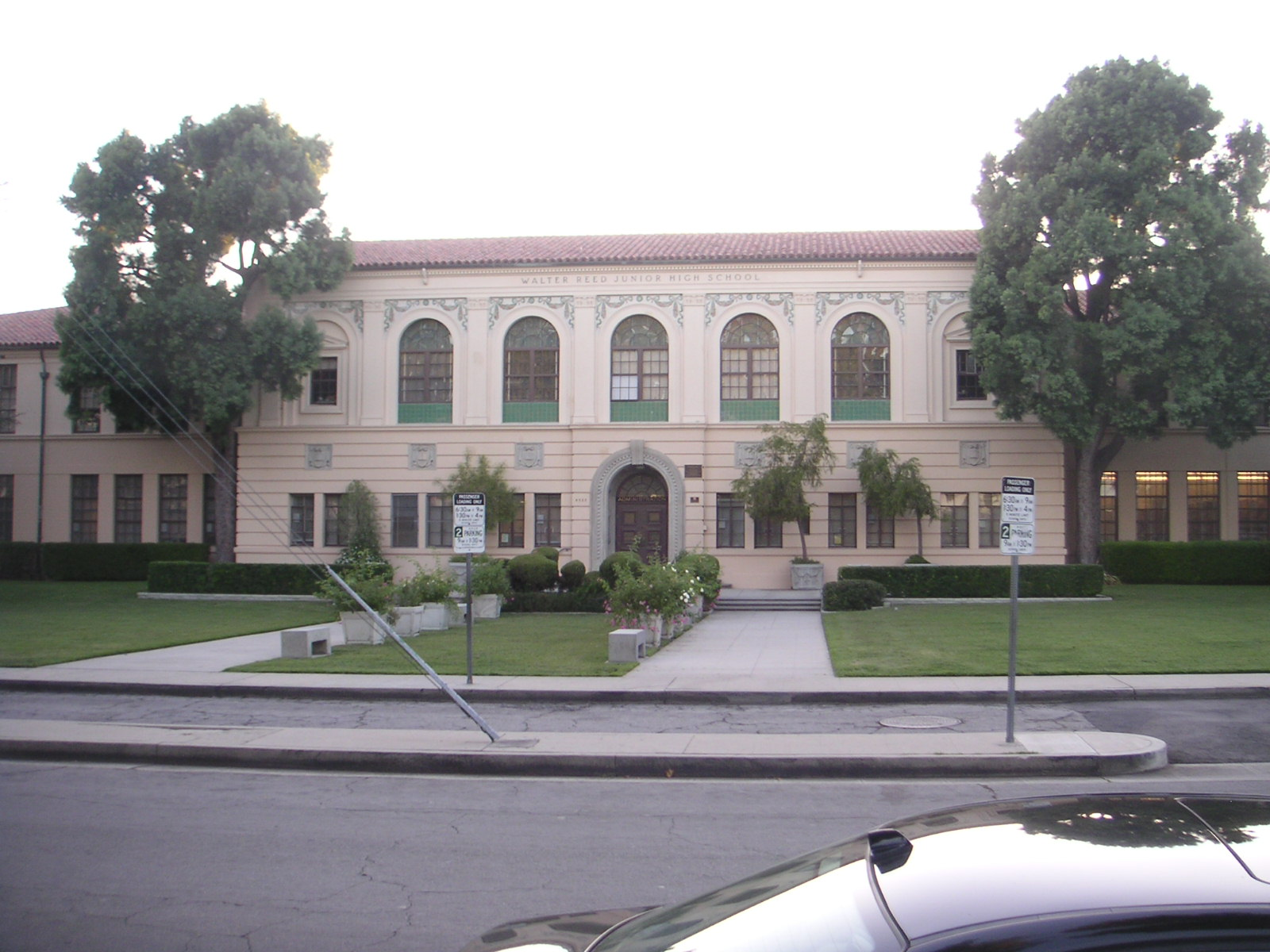
노스할리우드

노스할리우드(North Hollywood)는 로스앤젤레스 시의 샌퍼넌도밸리 인근에 위치한 지역이다. 노호 아츠 디스트릭트(NoHo Arts District)와 텔레비전 아츠 앤 사이언스 아카데미(Academy of Television Arts & Sciences)의 홈이며, 7개의 공립학교와 8개의 사립학교가 있다.
하나의 지방 공원과 레크레이션 센터가 있다. 주변 지역은 중요한 교통 중심지이며, 유명인들이 살고 있는 곳이기도 하다.
노스할리우드는 1887년 랭커심 랜치 랜드와 워터 컴퍼니에 의해 설립되었다. 처음에는 톨루카라고 부르다가 이후 1896년에 설립자의 이름을 따서 랭커심이라고 부르다가, 1927년에 최종적으로 노스할리우드라고 불리게 되었다. 노스할리우드라고 불리긴 하지만, 잘 알려진 헐리우드와 교류가 많지는 않으며, 산타 모니카 산맥 등의 지형으로 떨어져 있는 곳이다.